# 高蔵寺町
高蔵寺町（こうぞうじちょう）は、かつて愛知県東春日井郡にあった町である。
現在の春日井市の一部である。かつては山林や丘陵地帯であったが、春日井市編入後の1968年（昭和43年）に高蔵寺ニュータウン入居が開始され、名古屋市のベッドタウンとなっている。

## 沿革
- 江戸時代末期、この地域は尾張国春日井郡であり、尾張藩領などであった。
- 1906年（明治39年）7月16日 - 不二村、玉川村、及び雛五村の一部[2]が合併し、高蔵寺村となる。
- 1930年（昭和5年）1月11日 - 町制施行。高蔵寺町となる。
- 1941年（昭和16年） - 高座山に名古屋陸軍兵器補給廠高蔵寺部隊[3]が設置される。
- 1958年（昭和33年）1月1日 - 春日井市に編入される[4]。

## 教育
- 高蔵寺町立高座小学校（現・春日井市立高座小学校）
- 高蔵寺町立玉川小学校（現・春日井市立玉川小学校）
- 高蔵寺町立不二小学校（現・春日井市立不二小学校）
- 高蔵寺町立高蔵寺中学校（現・春日井市立高蔵寺中学校）

## 交通機関
- 国鉄 中央本線
  - 高蔵寺駅・定光寺駅

### その他公共交通
- 愛知環状鉄道(高蔵寺駅〜岡崎駅)の始発駅で第3セクターで開業し、途中瀬戸市と豊田市を経由して東海道線岡崎駅に至る。

## 神社・仏閣
- 五社大明神社
- 高蔵寺　天台宗　地名が寺名で呼ばれている